# ハイジ・リン
ハイジ・リン（Heidi Lynne）は、アメリカ合衆国のアダルトモデル。
1994年10月号の米国版ペントハウス誌においてペントハウスペットに選出された。
Heidi Staley名義でPlayboy Special Editionや一般映画「Leprechaun 3」(主演：ワーウィック・デイヴィス)に出演している他、Heide Lynn、Heidi Leeと表記されている作品もある。